# L'allegro fantasma
Pour plus de détails, voir Fiche technique et Distribution.
L'allegro fantasma est une comédie de téléphones blancs italienne d'Amleto Palermi sortie en 1941. 

## Synopsis
Le noble Pantaleo Santa Paola meurt subitement, sans avoir rédigé de testament. Ses trois petits-enfants et trois autres membres de sa famille se retrouvent immédiatement dans la villa. Tous réclament les biens de la famille et, à la fin de l'histoire, arrive le pauvre Nicolino, qui est aussi le neveu de Pantaleo. Le fantôme de Pantaleo apparaît alors que la dispute fait rage et déclare son véritable héritier.

## Fiche technique
- Titre italien : L'allegro fantasma[1],[2]
- Réalisation : Amleto Palermi
- Scénario : Carlo Ludovico Bragaglia, Ettore Maria Margadonna, Amleto Palermi
- Photographie : Vincenzo Seratrice
- Montage : Giacinto Solito (it)
- Musique : Dan Caslar, supervisé par Alberto Paoletti
- Décors : Gastone Medin
- Sociétés de production : Capitani Film, Fono Roma
- Pays de production :  Royaume d'Italie
- Langue originale : italien
- Format : Noir et blanc - 1,37:1 - Son mono - 35 mm
- Durée : 67 minutes
- Genre : comédie
- Dates de sortie : 
  - Royaume d'Italie : 16 mars 1941

## Distribution
- Totò : Gelsomino di Santa Paola alias Alberto di Torrefiorita ; Nicolino di Santa Paola ; Antonino di Santa Paola ; Pantaleo di Santa Paola, le père des jumeaux.
- Franco Coop : Maurizio Devalier, l'éditeur de musique
- Elli Parvo : Erika, la secrétaire
- Paolo Stoppa : Gigetto
- Amelia Chellini : Tante Lia
- Dina Perbellini : Tante Giovanna
- Isa Bellini Rosa, du Trio Primavera (it)
- Wilma Mangini : Lilli, du Trio Primavera (it)
- Thea Prandi : Titti, du Trio Primavera (it)
- Luigi Pavese : Thémistocle, le père
- Augusto Di Giovanni : Asdrubale, le chasseur de lions
- Claudio Ermelli : le majordome
- Livia Minelli : la servante
- Giulio Donadio : le brigadier
- Lydia Johnson : la danseuse de revue
- Gioia Collei : la petite fille
- Emilio Petacci : Anatolio, le majordome de Devalier
- Rio Nobile : Vernon, l'impresario
- Mario Giannini : le jeune homme blond
- Giuseppe Rinaldi : (scène supprimée)